# Capricornis milneedwardsii maritimus
O serau-indochinês (nome científico:Capricornis milneedwardsii maritimus) é um capríneo do género Capricornis. É uma subespécie do Serau-chinês (Capricornis milneedwardsii), e ocorre no Camboja, Laos, Mianmar, Tailândia e Vietnã.
No Camboja o serau-indochinês, conhecido como សត្វកែះ /sáb kɛh/ , é restrito às florestas das regiões montanhosas de cársticas na província de Mondulkiri. A principal ameaça registrada no Camboja vem da caça, bem como as minas-terrestres e outros artefatos deixados pelo conflito.